# Милошевац (Модрича)
Милошевац је једно од познатијих посавских села и налази се у општини Модрича, у Републици Српској, БиХ.

## Географски положај, клима и земљиште
Налази се на врло прометном путу Модрича – Шамац, који је дио магистралног пута Бијељина – Бања Лука. Смјештен је на 45° сјеверне географске ширине и између 18° и 19° источне географске дужине, на око 95 м надморске висине, на периферном дијелу панонске низије, некада великог Панонског мора. Село има врло повољан географски положај: смјештено је на око 2 км од десне обале ријеке Босне, чија је долина на том 12. км од ушћа Босне у ријеку Саву доста плодна, али због нестабилног корита ријеке Босне на том подручју и често плављен. Само земљиште је састављено од младих и седиментних слојева насталих таложењен Панонског мора и каснијим наносима потока који су се улијевали у ријеку Босну. Таложењем су се нагомилали и дебели слојеви глине, пијеска и лапора. Клима овог подручја, у које спада и Милошевац, је континентална, на шта указује и количина падавина, температурне апмлитуде, нешто већа јесења температура од прољећне и средња годишња температура која износи 11,5 °C. За ово подручје карактеристични су сјеверозападни, сјеверни и западни вјетрови. Земљиште је равничарско, плодно и веома погодно за земљорадњу и гајење пољопривредних култура, нарочито пшенице и кукуруза, као и повртларских култура, чиме се локално становништво углавном и бави. Ријека Босна је у свом протицању кроз Милошевац често мијењала ток. Једна од највећих промјена у њеном току на овом подручју забиљежена је у времену између 1630. и 1750, када је ријека Босна промијенила свој ток за око 2 км источно. Често мијењајући своје корито, ријека Босна је односила плодно земљиште, дијелове већ засијаних њива, али је после повлачења остављала и плодне наносе, доста употребљивог пијеска и врло квалитетног шљунка, чија је експлоатација константна и уносна.

## Легенда о настанку села
Легенда каже да је на подручју данашњег села живио неки Милош, који је био веома богат. Оде једном Милош у Модричу на пијацу и пролазећи поред једне циганке, која је држала у рукама дијете које је плакало и тражило млијека јер је било гладно, циганка рече дјетету: „Не музем ја 99 крава као Милош у Милошевцу и Живко у Живковом Пољу“. Чувши то Милош је, чим је дошао кући, питао укућане колико имају крава. Када му је речено да имају 99 крава, држећи да то није добар знак што циганка зна колико има крава када и он сам не зна, одлучи да се одсели. И тако се Милош одселио, али је неко од његових ипак остао ту, а село је добило име Милошевац, по том Милошу.

## Историја
Не зна се тачно када је село насељено нити има података о првом помену имена села, док се Модрича као ријека помиње 1244, Модрича као мјесто 1323. а тврђава Добор и још нека села из околине Модриче се помињу већ 1640, 1673. и 1711. године. У документима који се односе на историју средњовјековне Босне под овим или сличним именом Милошевац се не спомиње. Тек из једне аустријске карте која је илустровани додатак раду др Густава Боденштајна „Повијест насеља у посавини године 1718–1739", објављеног у Гласнику Земаљског музеја Босне и Херцеговине, бр. 19, 1907. у Сарајеву, види се да је на подручју данашњег села било насељено мјесто под именом Милошево село, уз чију се ознаку налази и знак да је у селу била и црква. Помена имена села нема у историјским изворима и документима који говоре о сељачким бунама и устанцима у Посавини у 19. вијеку. Име села се не помиње ни у покрету сељака упереном против бегова 1910, мада је овај покрет захватио и нека околна села. Наиме, село је тада било потпуно пасивно јер није имало разлога да се буни против турске власти, с обзиром да се село 1908. откупило од бега тиме што је дигнут кредит од неке српске банке у Загребу, тако да се село откупило за свагда од бега по цијени од 8 до 8,50 форинти по дунуму. Кредит је дигао и откуп извршио Јово Стојић, а мјештани Милошевца су кредит отплаћивали у двије годишње рате.
Село је живјело мирно до Првог свјетског рата 1914. године. Када је почео рат, доста мјештана је присилно мобилисано у аустроугарску војску и одмах отишло на разне фронтове, највише према руском фронту у Галицију. Многи су погинули а један дио је био заробљен од стране Руса. Већи дио тих заробљеника је ушао у састав српских добровољачких корпуса који су формирани у Русији 1917. године. Један дио тих добровољачких корпуса послат је према Солуну 1918. гдје су учествовали у пробоју солунског фронта. Сматра се да је око 200 мјештана узело учешћа у Првом свјетском рату од којих се већина није вратила својим домовима.
У периоду до Другог свјетског рата, у Милошевцу је посебно изражена неријешеност аграрног питања. Што се тиче политичког живота осјећа се утицај двије странке: Земљорадничка странка и Радикална странка.
У старија времена највећи број кућа је био од шепера, обложеног земљом, а тек касније се појављује цигла.
Од првих помена имена села нема никаквих података о величини насеља, становништву, броју домова, начину живота и сл. све до појаве дјела Миленка Филиповића „Попис Срба харачких обавезника у Модричи и околини 1851. године“. Сва села која се наводе у том дјелу, па и Милошевац, припадала су градачачкој нахији, а у црквеној територијалној подјели зворничкој епархији. Према подацима из дјела, Милошевац је тада имао 132 домаћинства и 261 харачког обавезника. Према овоме Милошевац је био веома насељен, мада се не зна тачан број становника, и био је један од насељенијих мјеста на подручју Модриче и Градачца. За тадашње вријеме карактеристичан је био задружни начин живота, који је карактеристичан по томе што су се блиски рођаци удруживали у задруге, те су постојале „праве“ задруге — када су у заједници (заједнички) живјела браћа, стричеви и рођаци; и „очинске“ задруге — када отац са својим ожењеним синовима живи у заједници. Трећина становништва је живјела у задружним односима све до почетка Другог свјетског рата када се задружни односи нестају.
У дјелу Митра Папића „Историја српских школа у Босни и Херцеговини“ налазимо да је село Милошевац 1855. имало школу, те да је 1891. школа имала једног учитеља и 39 ђака. Школа је била под надзором црквено-школског одбора и учитељи који би дошли да раде нагодили би се са локалним становништвом за плату, ван оквира државне власти. Према договору учитељ је био дужан да дјецу учи писмености и вјеронауци и да их недељом доводи у цркву на Литургију. Школа која је направљена 1930. је 1998. реновирана и данас је у употреби.
Од 1945. се звао Босански Милошевац, да би 1992. поново враћен стари назив Милошевац.

### Други свјетски рат
Извршен је масовни покољ Срба у срезу градачачком, у селима Милошевцу и Крушковом Пољу 30.12.1944. године. Тога дана чим је пала ноћ, усташе су опколиле и упале у село, „док су праштали бацачи, бомбе и митраљези. Избезумљен од страха народ је бежао на све стране. Усташе су убијала свакога на кога су наишле. Одсецали су уши, нос, и друге делове тела својим жртвама. Мајке су носиле у наручју полуголу децу. Свуда се чуо плач и запомагање. Нека су се деца смрзла. Свуда се видела крв и лешеви људи, жена и деце, одрубљених глава и унакажених тела. Бомбе су бацане у куће пуне жена и деце. Неки су живи у ватру бацани. Перу Васиљевића усташе су нашле крај троје болесне деце, убили су га и измрцварили пред очима деце, а онда су и децу побили. Жена и двоје деце Ђорђа Томића нађени су убијени, а треће дете одојче пуким случајем је остало живо и нађено је како мртву мајку доји. Жена и деца Цветана Сјепанића који се у ово доба налазио у заробљеништву у Немачкој, убијени су па је отац при повратку из заробљеништва затекао празну кућу. Остоју Брадашевића су у ватру бацили, а Петра Брадашевића унаказили и заклали. Милана Игњатовића из Крушкова Поља су заклали, одсекли му нос, уши и друге делове тела. Убијени су стари и болесни у постељама. Тако је убијен Марко Јовичевић, старац од 75 година и његова стара и болесна жена“.
Овде се налази црква Светог Николе.

## Спорт
Милошевац је сједиште фудбалског клуба Посавина.

## Милошевац данас
Милошевац данас има:
- цркву
- основну школу
- гробље
- амбуланту
- пошту
- фудбалски стадион
- фудбалски клуб
- жељезничку станицу
- дом културе
- неколико продавница и угоститељских објеката

## Становништво
Становништво у Милошевцу је увијек било већински српско, православне вјероисповијести. Према првом попису становништва, који је направила Аустроугарска 1879, у селу је било 130 кућа са 812 становника, а према попису из 1895. у селу су биле 133 куће са 1.057 становника, од чега само четири лица католичке вјероисповијести а остало становништво је било православно. Према аустроугарском гласнику "Bosnischer Bote" у селу је 1903. био приближно исти број житеља као према попису из 1895. године. Данас Милошевац има око 1.350 становника.
У давна времена становници Милошевца су се углавном бавили земљорадњом а и сточарством. Село је било у подручју у које су због погодне испаше долазили на зимовање сточари из планинских крајева, црногорских и херцеговачких брда, Старе Србије и Далмације. И данас се највише становника Милошевца бави земљорадњом, а мањи број их ради у предузећима или су привредници.
| Националност       | 1991. | 1981. | 1971. | 1961. | 1948. |
| Срби               | 1.637 | 1.696 | 1.840 | 1.898 | 1.687 |
| Југословени        | 71    | 101   | 6     | 2     |       |
| Хрвати             | 5     | 15    | 13    | 14    | 1     |
| Муслимани          |       |       | 9     |       |       |
| Албанци            |       | 6     |       |       |       |
| Црногорци          |       |       | 1     | 1     |       |
| остали и непознато | 22    | 7     | 11    | 8     | 3     |
| Укупно             | 1.735 | 1.825 | 1.880 | 1.923 | 1.691 |

| Демографија | Демографија | Демографија |
| Година      | Становника  | Становника  |
| ----------- | ----------- | ----------- |
| 1948.       | 1.691       |             |
| 1953.       | 1.808       |             |
| 1961.       | 1.923       |             |
| 1971.       | 1.880       |             |
| 1981.       | 1.825       |             |
| 1991.       | 1.735       |             |
| 2013.       | 1.326       |             |